# Fitz Henry Lane
Fitz Henry Lane (Gloucester, 19 dicembre 1804 – Duncan's Point, 14 agosto 1865) è stato un pittore statunitense.

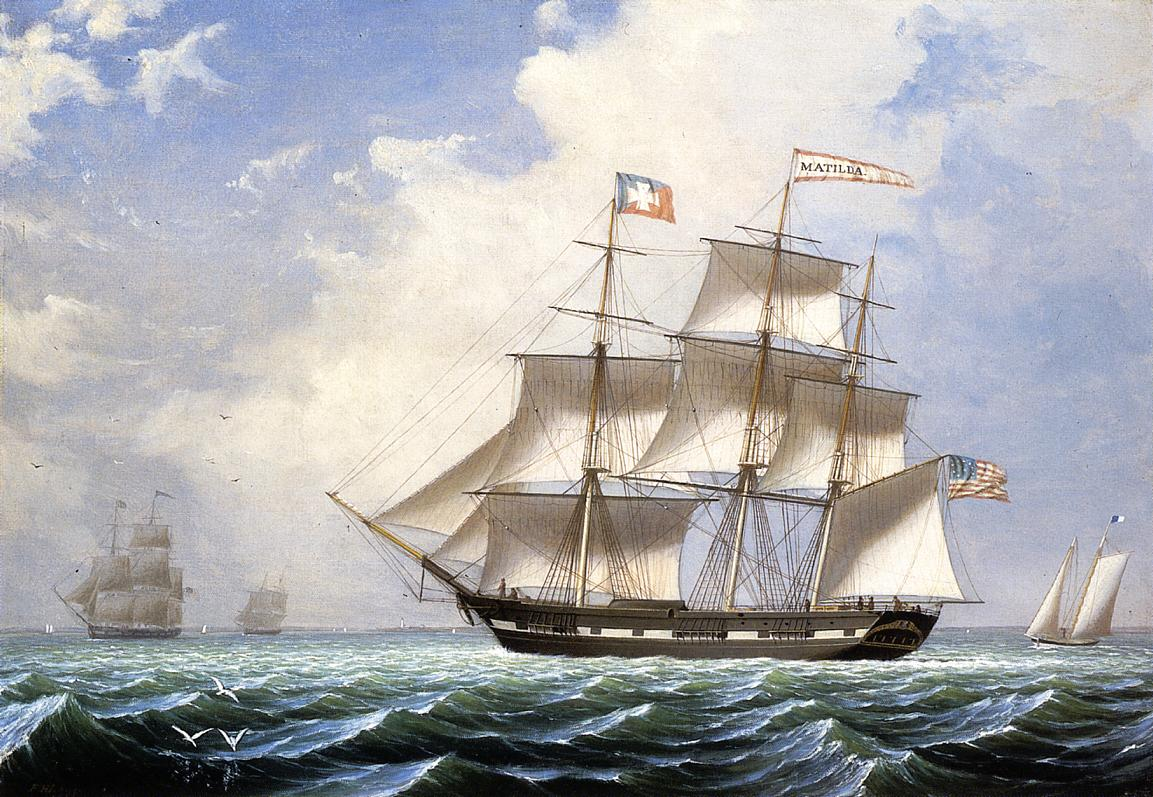
La Matilda

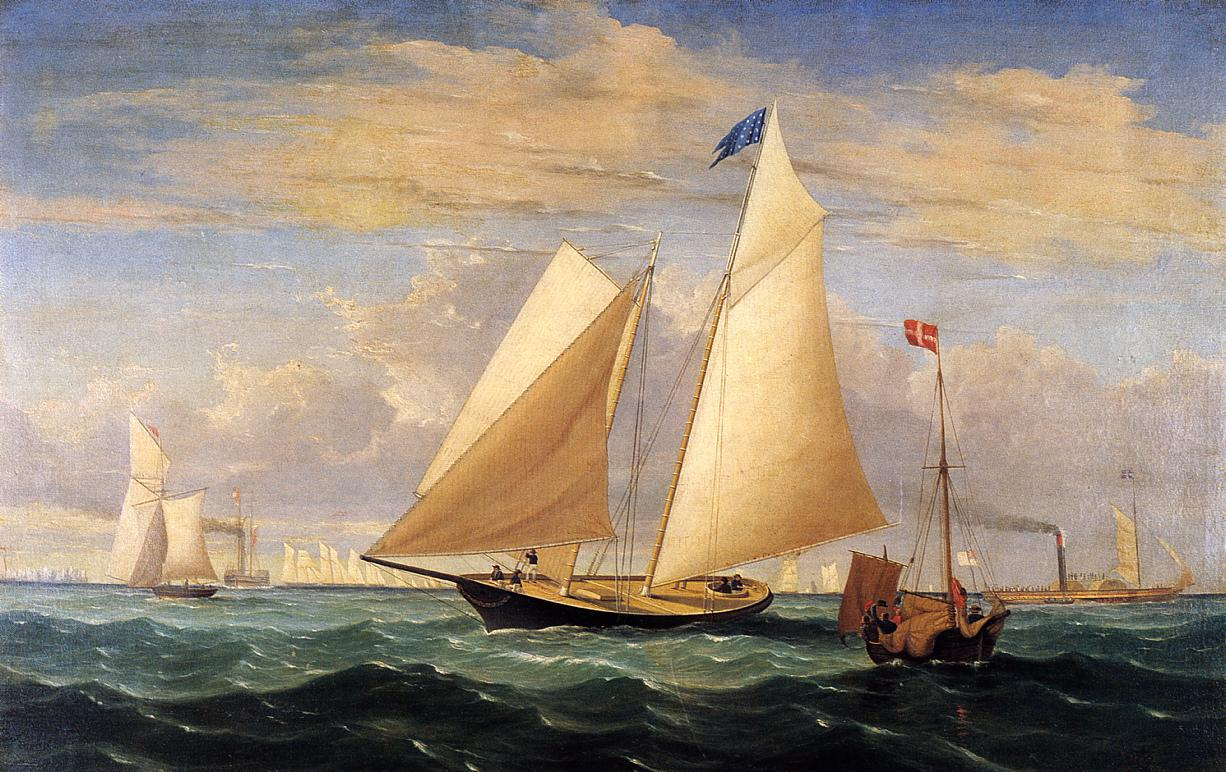
Lo Yacht America, 1851

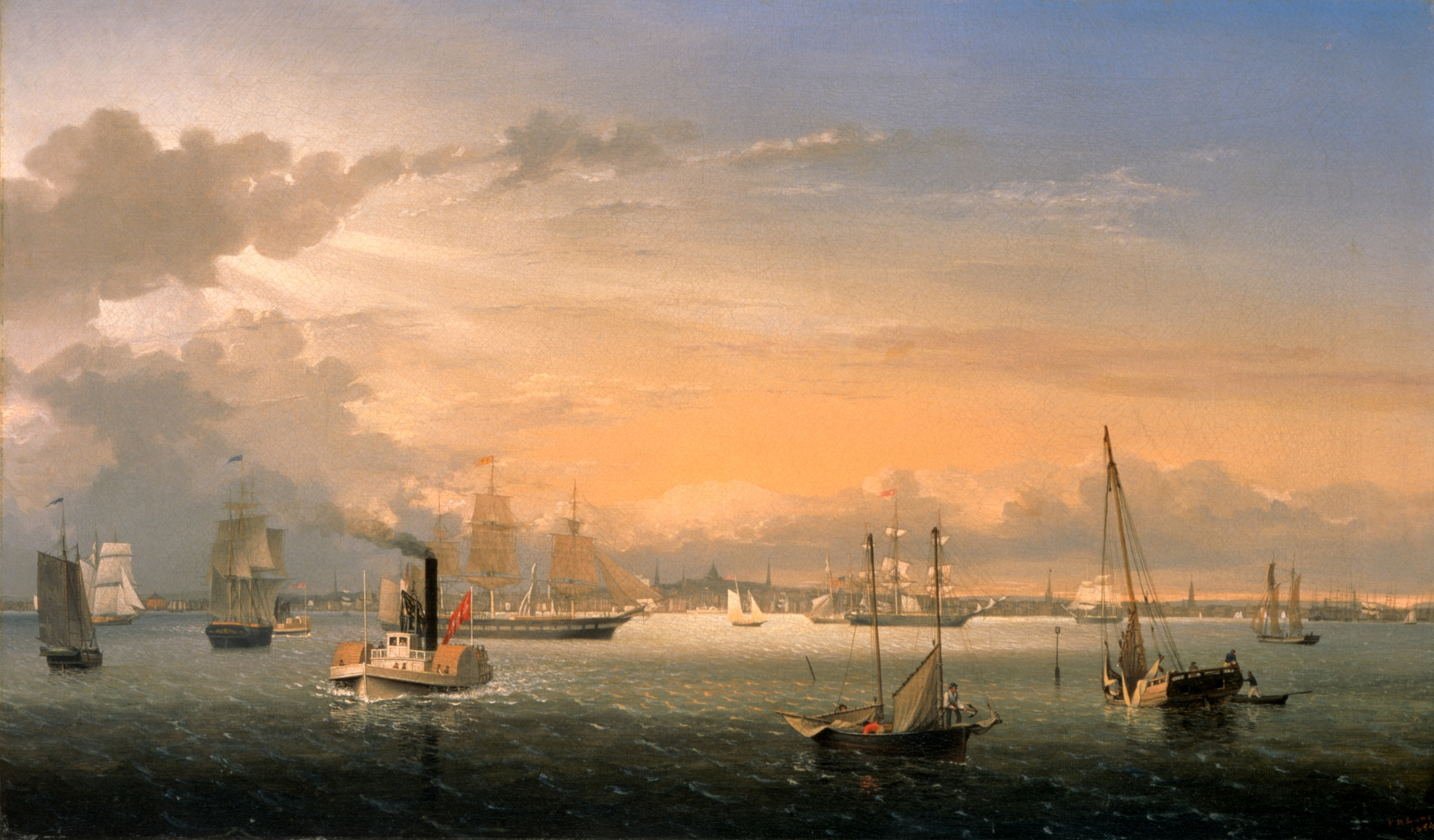
La rada di Boston

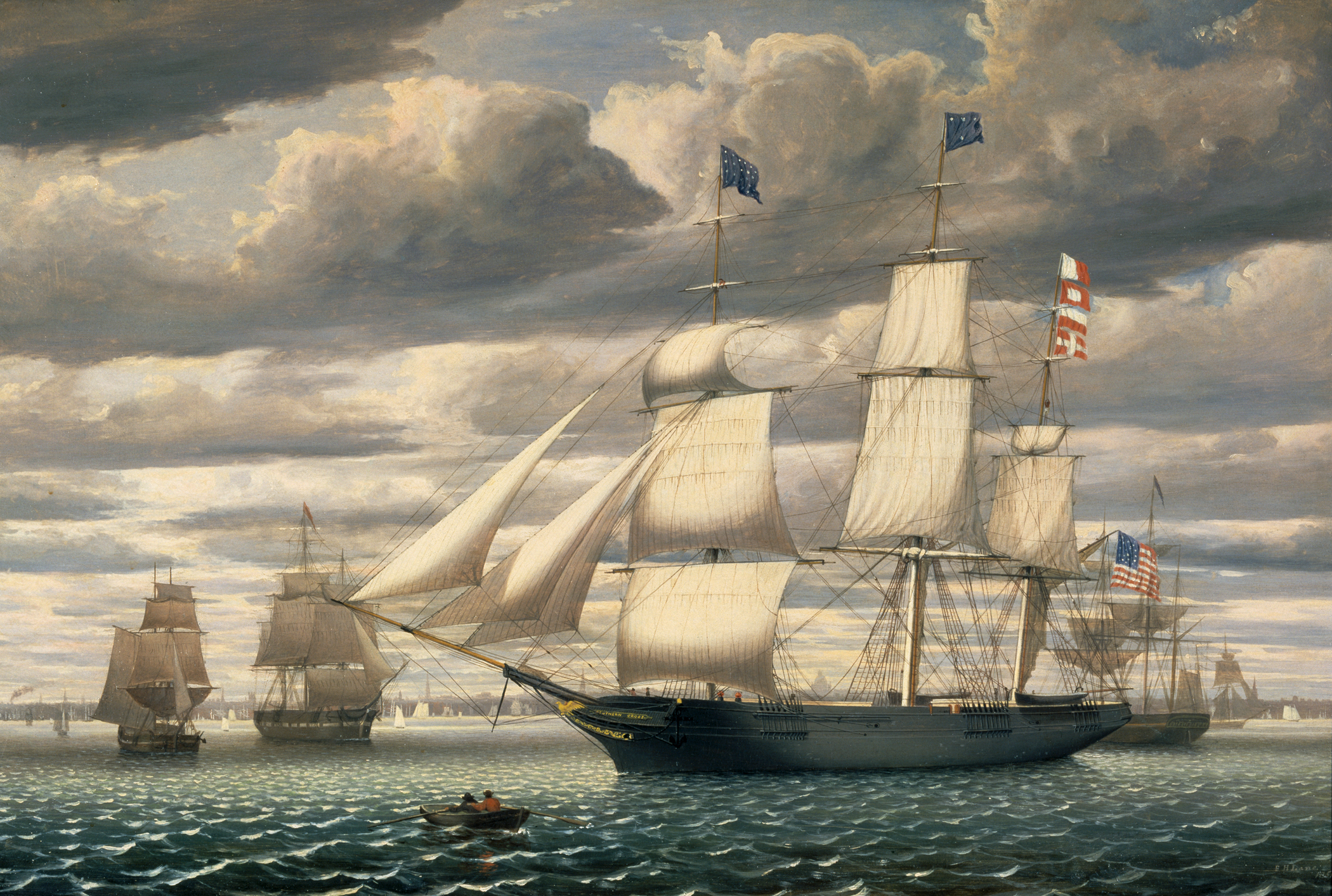
La Croce del Sud lascia la rada di Boston

Esponente del luminismo, si dedicò alle marine e alla rappresentazione delle navi a vela.

## Biografia
Fitz Henry Lane, noto anche come Fitz Hugh Lane, si chiamava in realtà Nathaniel Rogers Lane. Nato in una città costiera del Massachusetts e figlio di un fabbricante di vele, sin dalla prima infanzia venne a contatto con la vita di mare. Per questo egli dedicò la sua produzione pittorica prevalentemente alle marine e alla rappresentazione di imbarcazioni dalle grandi vele spiegate e gonfie di vento.
Morì a Duncan's Point a 60 anni.

## Opere scelte
- The Burning of the Packet Ship “Boston,” - 1830, acquarello.
- View of the Town of Gloucester, Mass, - 1836, litografia.
- Stage Rocks and Western Shore of Gloucester Outer Harbor, - 1857, olio su tela. Collezione John Wilmerding.
- Riverdale, - 1863, Collezione del Cape Ann Historical Museum.
- Gloucester Harbor from Rocky Neck, - 1844, Collezione del Cape Ann Historical Museum.
- The Western Shore with Norman's Woe, - 1862, Collezione del Cape Ann Historical Museum.
- Stage Fort Across Gloucester Harbor, - 1862, The Metropolitan Museum of Art.
- Clipper Ship - 1853, Collezione del Museum of the City of New York.
- Ships Passing in Rough Seas, - 1856,  Collezione privata.
- The Fishing Party, - 1850.
- Lumber Schooners at Evening in Penobscot Bay, - 1860, National Gallery of Art, Washington, DC.
- View of Coffin's Beach, - 1862, Museum of Fine Arts, Boston.